# East Hampton (New York)
East Hampton is een town (gemeente) in de Amerikaanse staat New York, en valt bestuurlijk onder Suffolk County. Het is een schiereiland in het uiterste oosten van Long Island. Het dorp werd in 1648 gesticht als Maidstone, maar in 1662 hernoemd naar East Hampton. De town bevat het gelijknamige dorp East Hampton en een gedeelte van het dorp Sag Harbor. Tevens bevat het de gehuchten Montauk, Amagansett, Wainscott, en Springs. East Hampton en Southampton worden The Hamptons genoemd, en staan bekend als een van de welvarendste gebieden van de Verenigde Staten. Het ligt ongeveer 150 km ten oosten van Midtown Manhattan.

## Geschiedenis
In 1648 werd door negen inwoners van Massachusetts voor £30 ongeveer 120 km² grond gekocht van de Montaukett inheemsen. In 1648 werd het dorp Maidstone gesticht en was vernoemd naar Maidstone in Engeland waar veel kolonisten vandaan kwamen. In 1662 werd de naam veranderd naar East Hampton. Oorspronkelijk was het onderdeel van de staat Connecticut, maar in 1664 werd geheel Long Island een onderdeel van de staat New York. De inwoners waren voornamelijk vissers en landbouwers. De nederzettingen aan de kust werden verschillende keren door piraten aangevallen. Naar verluidt had Captain Kidd zijn schatten begraven op Gardiners Island, een eiland voor de kust van East Hampton.
In 1788 werd de town (gemeente) East Hampton opgericht. In 1806 werd de Hook Windmill gebouwd in East Hampton en is een van de best bewaarde windmolens van Long Island. Vanaf 1785 werd Sag Harbor een centrum van de walvisvaart.
In 1895 werd de Long Island Rail Road verlengt van Bridgehampton naar Montauk waarmee East Hampton een directe treinverbinding kreeg met New York. In het begin van de 20e eeuw begonnen the Hamptons zich te ontwikkelen als luxeuze woongebieden voor de elite van de stad New York. Het werd tevens de verblijfplaats van veel kunstenaars. In 1926 probeerde Carl G. Fisher het dorp Montauk te ontwikkelen als een tweede Miami Beach, maar de plannen waren te ambitieus en in 1932 ging Fisher failliet. East Hampton is een gemeente die zijn rustiek karakter wil behouden en waar winkelcentra, fastfoodrestaurants en zelfbedieningsbenzinepompen niet zijn toegestaan.

## Demografie
In 2020 telde East Hampton 28.385 inwoners. 82,8% van de bevolking is blank; 1,4% is Aziatisch; 2,3% is Afro-Amerikaans en 6,9% is Hispanic ongeacht ras of etnische groepering. In 2019 was het gemiddelde gezinsinkomen US$114.870, en ligt fors boven het gemiddelde van de New York ($72.108).

## Bekende inwoners van East Hampton

### Geboren
- Julia Tyler (1820-1889), echtgenote van president John Tyler en first lady
- George Huntington (1850-1916), huisarts en ontdekker van de ziekte van Huntington
- Howard Dean (1948), gouverneur van Vermont (1991-2003)

### Overleden
- Jackson Pollock (1912-1956), kunstschilder
- Jacob Bronowski (1908-1974), Britse dichter, wiskundige, wetenschapshistoricus
- George Fish (1895-1977), rugbyspeler
- Helen Hull Jacobs (1908-1997), tennisspeelster
- William Gaddis (1922-1998), schrijver
- Joseph Heller (1923-1999), romanschrijver
- Gene Saks (1921-2015), acteur, filmregisseur, en filmproducent
- Jim Lowe (1923-2016), diskjockey en popzanger

### Woonachtig (geweest)
- Jacqueline Kennedy Onassis (1929-1994), echtgenote van president John F. Kennedy en first lady[14]
- James Rosenquist (1933-2017), beeldend kunstenaar
- Steven Spielberg (1946), filmregisseur en producent

## Galerij

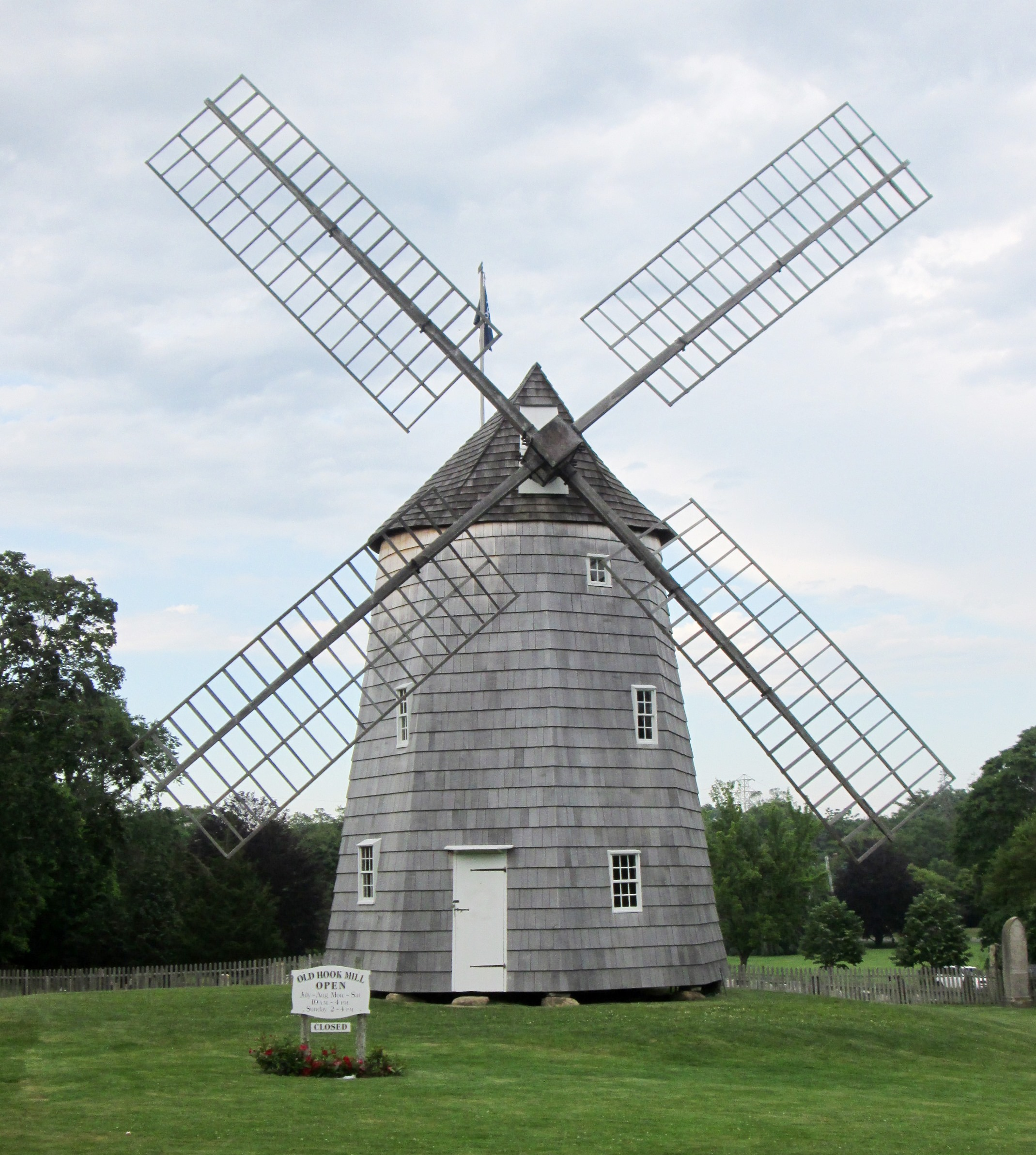
Old Hook Mill in East Hampton
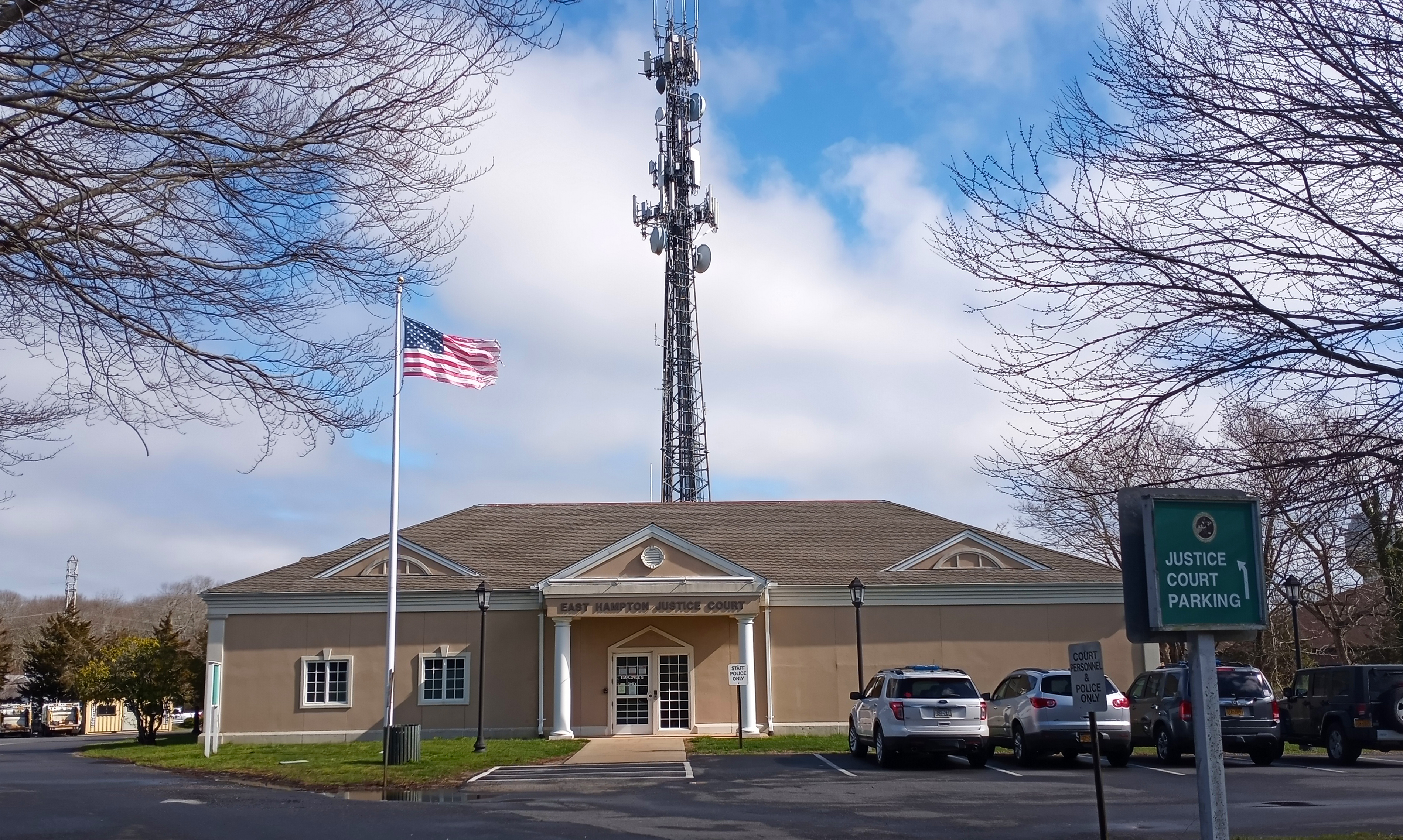
Rechtbank van East Hampton
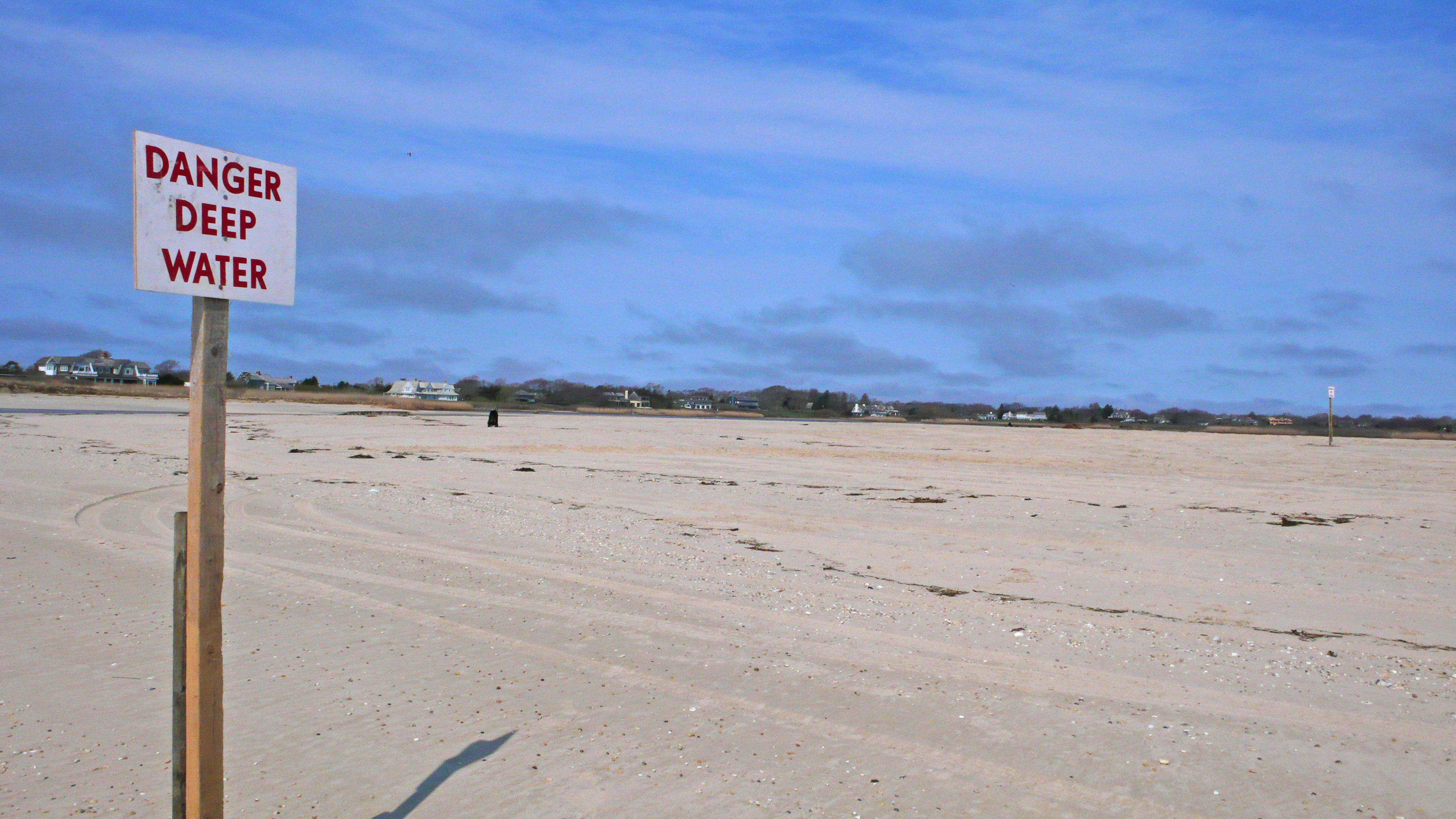
Hoogwater-waarschuwingsbord op het strand
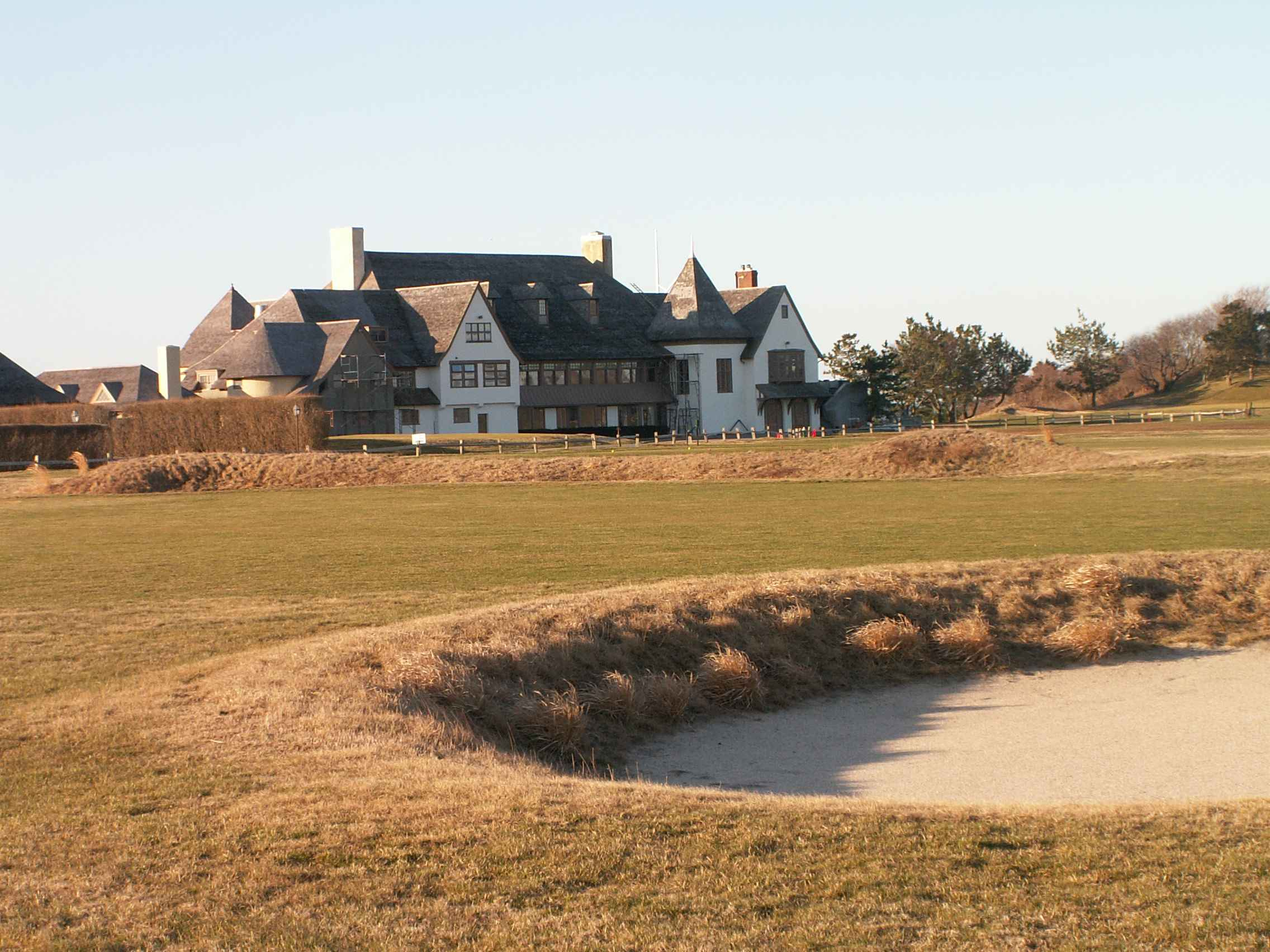
Maidstone Golf Club